# Ракопс
Ракопс, також відоме як Тсієняне, — село в центральному окрузі Ботсвани. Розташоване на південний захід від Макгадікгаді Пан і обслуговується місцевим аеропортом Ракопс. Населення за переписом 2011 року становило 6396 осіб.